# Mélodie oubliée pour une flûte
Pour plus de détails, voir Fiche technique et Distribution.
Mélodie oubliée pour une flûte (Забытая мелодия для флейты) est un film soviétique réalisé par Eldar Riazanov, sorti en 1987,.

## Fiche technique
- Photographie : Vadim Alissov
- Musique : Andreï Petrov
- Décors : Alexandre Borissov, Natalia Ivanova
- Montage : Valeria Belova